# Ploumilliau
Ploumilliau (bret. Plouilio) – miejscowość i gmina we Francji, w regionie Bretania, w departamencie Côtes-d’Armor.
Według danych na rok 1990 gminę zamieszkiwały 2223 osoby, a gęstość zaludnienia wynosiła 64 osoby/km² (wśród 1269 gmin Bretanii Ploumilliau plasuje się na 273. miejscu pod względem liczby ludności, natomiast pod względem powierzchni na miejscu 204.).